# Sunville Tigers
De Sunville Tigers is een honkbal- en softballvereniging uit Zonhoven (provincie Limburg, België). De vereniging bestaat uit verschillende teams - dames, heren en jeugd - die honkbal of softball spelen.

## Geschiedenis
In 1986 werd de vereniging opgericht nadat er in de jaren ervoor al honkbal was gespeeld vanuit de jeugdbeweging. Leiders hiervan bezochten in Antwerpen honkbalclubs om kennis te verwerven en door werving in lokale cafés en sportzalen lukte het om formeel een start te maken in de competitie van 1987. Na enkele jaren promoveerde het eerste herenteam, onder leiding van twee Amerikaanse coaches een aantal maal, totdat de tweede Nationale klasse werd bereikt. De coach was toen Frits Kampers, een architect die jarenlang in de Nederlandse hoofdklasse had gespeeld. Toen echter promotie naar de eerste klasse net niet lukte, verlieten veel spelers de vereniging voor de grote Antwerpse clubs of stopten. Na een aantal magere jaren lukte het echter om terug te keren met een verjongd eerste team en werd de tweede klasse wederom behaald.
In 2002 start de vereniging ook met een herenteam in de softbalcompetitie en begint een sportieve samenwerking met de Borgloon Sharks uit Haspengouw. Ook dames van deze vereniging doen competitie-ervaring op bij de Tigers. In 2007 is er wederom een leegloop geweest en heeft de vereniging zelfs geen eerste heren honkbalteam in de competitie. Wel zijn er diverse heren en dames softbalteams en was er steeds een bloeiende jeugdafdeling met cadetten-, pupillen-, miniemenenteams en een recreantenteam.
Vanaf 2008 had de vereniging weer een eerste honkbalploeg in competitie en een recordaantal jeugdspelers en waren er niet alleen peanuts, pupillen en aspiranten, maar ook een juniorenteam. 2009 is een recordjaar voor de Sunville Tigers. Niet alleen wordt de eerste honkbalploeg kampioen, maar ook de aspiranten en de softbaldames. De heren dwingen hiermee hun promotie naar de tweede Nationale klasse af.
De club krijgt in 2010 een zware klap door het overlijden van de voorzitter Frans Rosiers. De vereniging blijft op iets meer dan honderd leden staan en de jeugdafdeling komt uit met diverse teams. In 2011 wint het slowpitch softbalteam veel wedstrijden en komt uit in 2012 tijdens het Europees kampioenschap in Pardubice, Chzechië in 2012 waar een zevende plaats wordt behaald.

## Teams
- Peanuts (5-7 jaar, gemengd). Training: In de zomermaanden op woensdagnamiddag van 17:45 - 19:00 en zaterdag van 9:45 tot 11:00. Coaches: Dirk Poesen en Kenneth Francken.
- Pupillen/Miniemen (8-12 jaar, gemengd) - spelen op zaterdag voormiddag in de Nederlandse competitie. Training: In de zomermaanden op woensdagnamiddag van 17:45 - 19:00. In de wintermaanden op zaterdagvoormiddag in sporthal Windekind te Zonhoven. Coaches: Luc Rosiers, Marc Tormans en Kris Van Kerckhoven.
- Aspiranten 1(13-15 jaar, gemengd): Spelen met de harde bal in Nederlandse competitie. Training: woensdag en vrijdag Coaches: Harold Poesmans, Gerold Herkul
- Aspiranten 2(13-15 jaar, gemengd): Spelen met de harde bal in Belgische competitie. Training: woensdag en vrijdag Coaches: Marc Jeuris en Rob Moors
- Softball team dames (vanaf 14 jaar): Spelen in de Belgische competitie. Training: dinsdag en donderdag van 18:30 tot 20:30 Coach: Luc Joly
- Baseball team heren 1(vanaf 19 jaar): Spelen in de Belgische competitie. Training: dinsdag en donderdag van 19:00 tot 21:00 Coach: Gerold Herkul en Gunter Claes
- Baseball team heren 2(vanaf 19 jaar): Spelen in de Belgische competitie. Training: dinsdag en donderdag van 19:00 tot 21:00 Coach: Coenen Rony
- Softball recreanten: Dames en heren gemengd. Spelen vriendschappelijk. Training: In de zomermaanden op woensdagavond van 19:00 tot 21:00 en zaterdag van 14:30 tot 16:30. In de wintermaanden op woensdagavond in sporthal Windekind te Zonhoven van 18:30 tot 20:30.

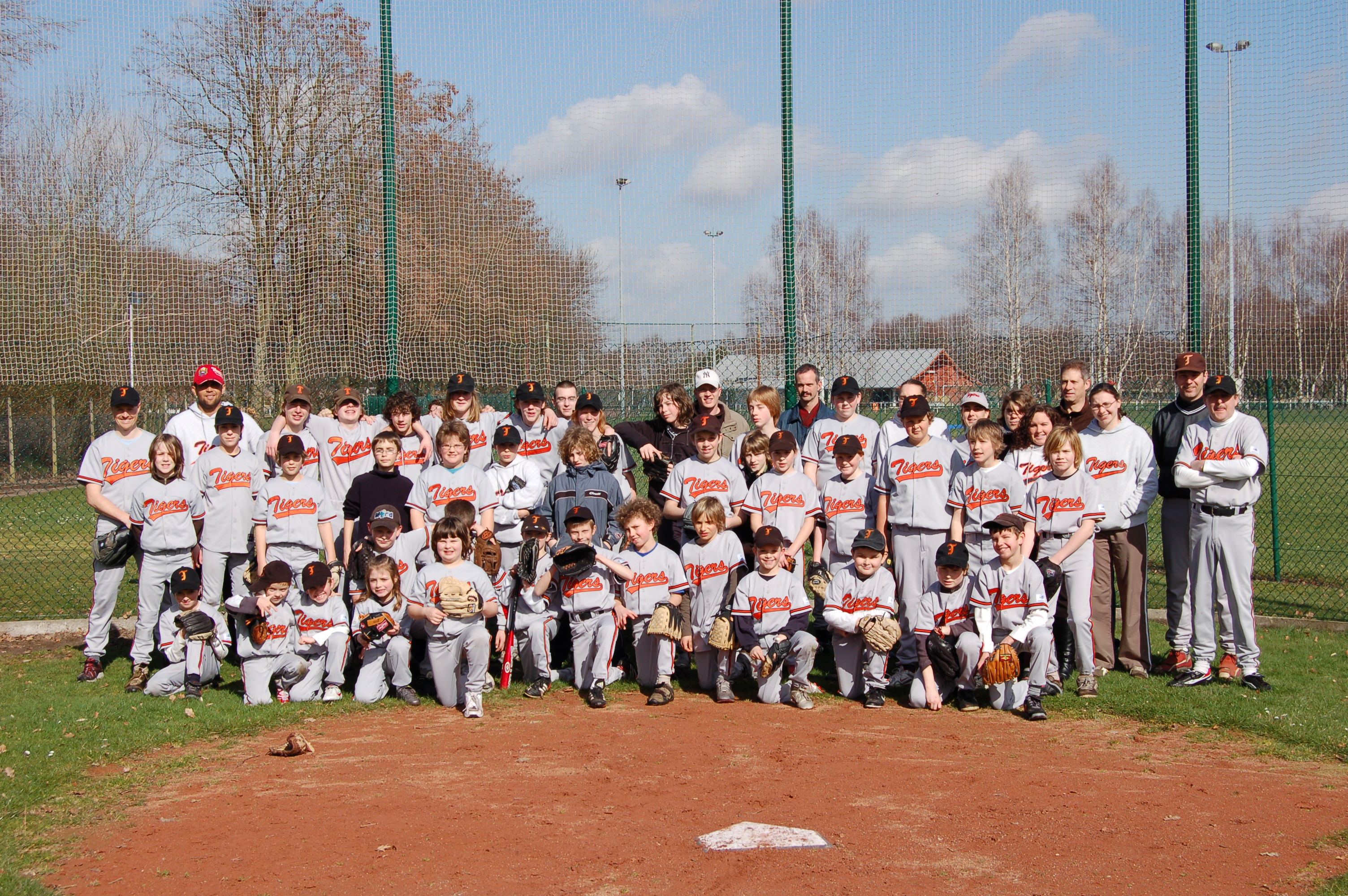
Groepsfoto Sunville Tigers

## Locatie
De club bevindt zich links achteraan het sportcomplex "de Basvelden" in Zonhoven waar de vereniging beschikt over twee volwaardige velden.